# 馬哈贊加省
馬哈贊加省（法語：Mahajanga）是馬達加斯加的一個省，位於西北部沿海，面臨莫桑比克海峽。面積150,023平方公里，2001年人口1,733,917人。首府馬哈贊加。下分21縣。